# بابون زیتونی
بابون زیتونی (به انگلیسی: Olive baboon) یک نوع میمون دم‌کوتاه از خانواده میمون‌های بر قدیم است. این گونه از میمون‌ها از سرده انترها و در راسته نخستیان بوده و با دارا بودن بیشترین پراکندگی جغرافیایی در میان همه بابونها، در بیش از ۲۵ کشور قاره آفریقا زندگی می‌کند. بابون زیتونی در محیط‌های مختلفی چون بیابان، جنگل و کوهستان یافت می‌شود. بابونِ نر، محوریت اصلی کلونی را تشکیل می‌دهد.

## نگارخانه

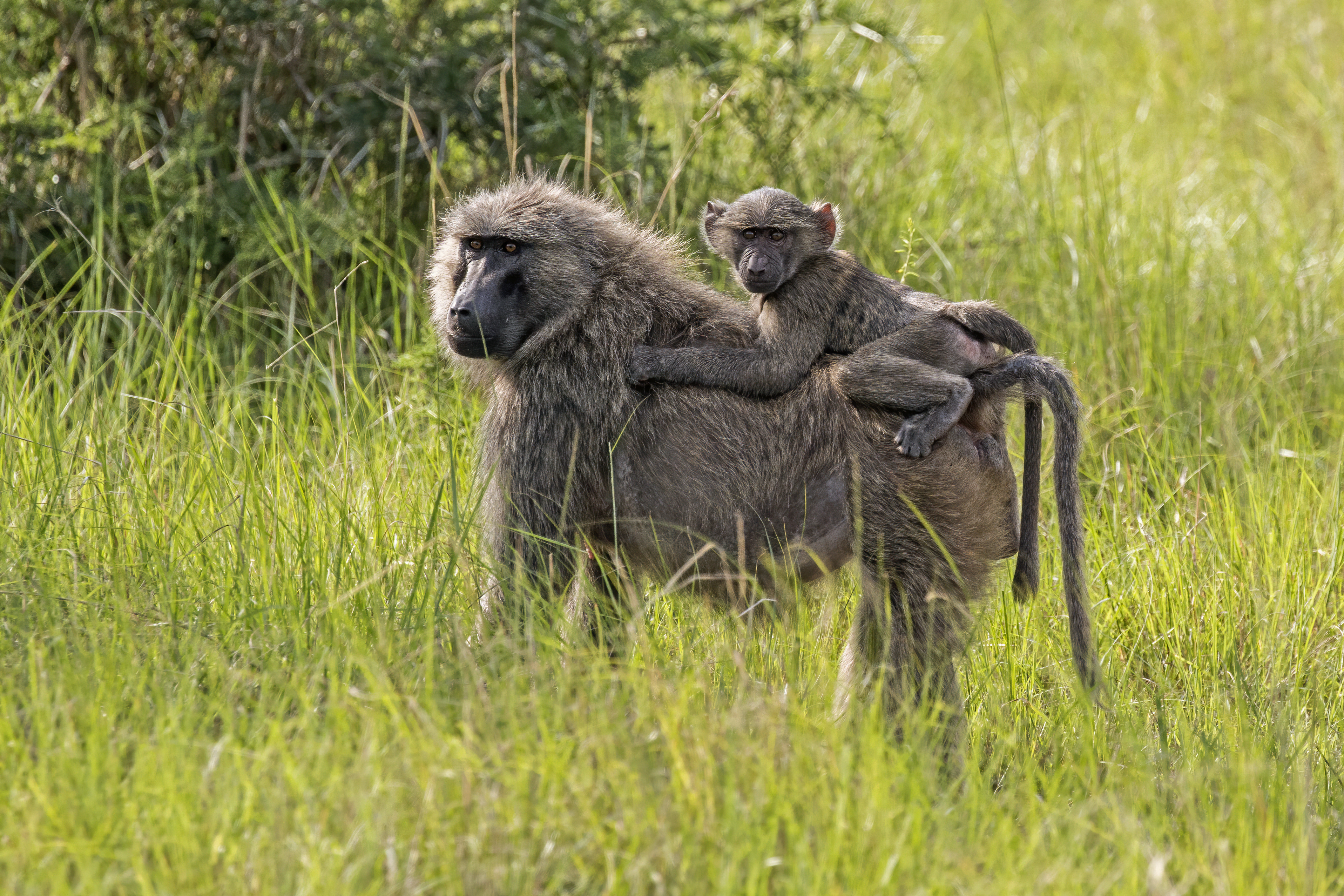
بابونِ ماده، محوریت اصلی کلونی بابون‌ها را تشکیل می‌دهد.
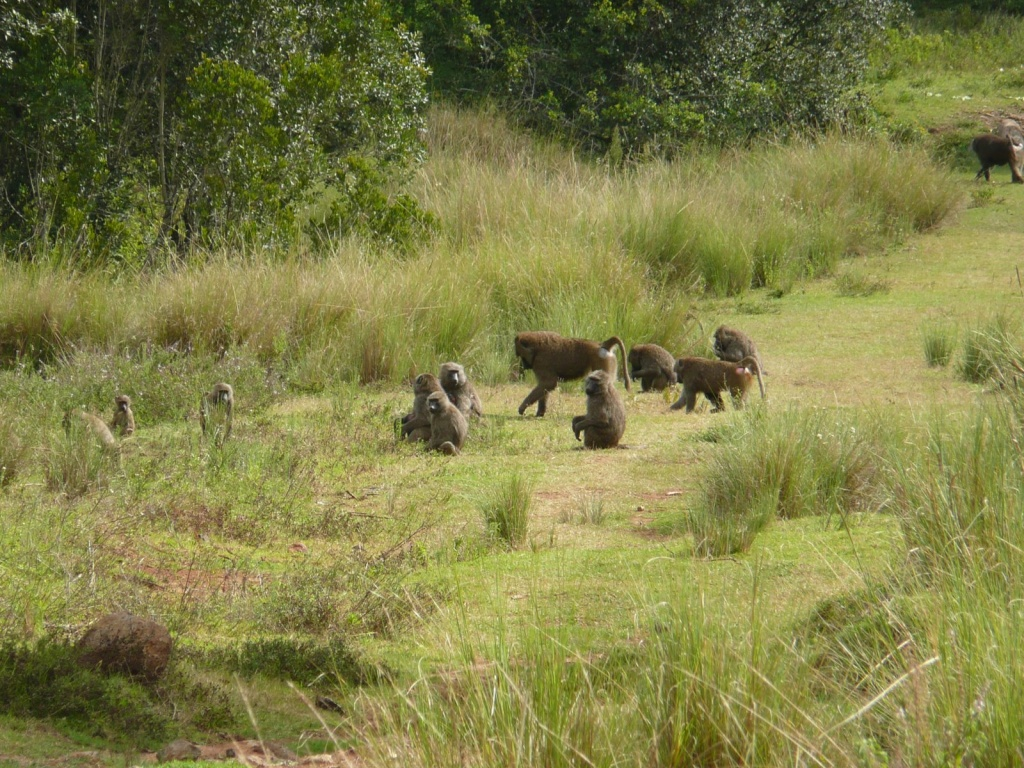
بابون‌ها دارای زندگی اجتماعی می‌باشند.